# Monica Lundgren
Monica Lundgren, född 12 januari 1973, är en svensk före detta friidrottare (400 och 800 meter) som tävlade för klubben Täby IS. Hon utsågs 1998 till Stor grabb nummer 439 i friidrott.
Lundgren vann under åren 1995 till 2002 totalt tre SM-guld utomhus och tre inomhus individuellt samt åtta i stafett. Hon kom vid junior-VM 1992 femma på 800 meter.

## Personliga rekord
| Utomhus - 400 meter – 52,91 (Helsingfors, Finland 29 augusti 1998) - 400 meter – 54,41 (Helsingfors, Finland 15 juni 2000) - 800 meter – 2:01,62 (Malmö 3 augusti 1998) - 800 meter – 2:03,39 (Tammerfors, Finland 19 juli 2000) - 400 meter häck – 58,75 (Uppsala 20 augusti 2000) | Inomhus - 400 meter – 53,72 (Stockholm 25 februari 1999) - 800 meter – 2:03,89 (Malmö 10 februari 1999) |